# Birgit Alingborg
Birgit Kristina Alingborg, född 6 juli 1931 i Stockholm, död 3 augusti 2018 i Enskede distrikt, Stockholm, var en svensk chefredaktör.
Hon tog Handelsrealexamen 1949. Hon studerade vid Påhlmans handelsinstitut 1950 och gick sedan journalistutbildning.
1950 blev hon förbundssekreterare och administratör på Tobaks & Servicehandelns Riksförbund. 1969 blev hon biträdande redaktör för tidningen Tobakshandlaren och sedan chefredaktör 1975.